# Kick Back
«Kick Back»  es una canción del músico japonés Kenshi Yonezu. Fue lanzado como sencillo digitalmente por SME el 12 de octubre de 2022, así como en tres ediciones físicas: una edición de CD regular, una edición de video y una edición de motosierra. La canción sirve como tema de apertura de la serie de anime Chainsaw Man.

## Antecedentes y lanzamiento
Esta canción se utiliza como tema de apertura de la serie de anime Chainsaw Man. Yonezu estuvo a cargo del tema principal del anime televisivo My Hero Academia, la apertura de la primera temporada de la segunda temporada. Han pasado 5 años desde el tema "Peace Sign".
King Gnu y el miembro de Millennium Parade, Daiki Tsuneta, participaron en la producción y los arreglos con Yonezu. "Kick Back" también muestra la canción de Morning Musume, "Sōda! We're Alive" lanzada en 2002.
El 19 de septiembre de 2022, se lanzó la vista previa de Chainsaw Man, con el uso de "Kick Back". Además, se presentó en vivo por primera vez en la actuación del Gimnasio Metropolitano de Tokio el primer día del "2022 Tour / Henshin", que se llevó a cabo el 23 de septiembre. Además, el arreglista Daiki Tsuneta apareció en la final de la gira en Saitama. Super Arena el 27 de octubre, interpretando esta canción y "Ai Lily".
El CD sencillo se lanzó en tres formatos: un tablero de motosierra, un tablero de video y un tablero normal, y también vino con un número de serie de solicitud de lotería anticipada "Kenshi Yonezu 2023 Tour / Fantasy" y una etiqueta de privilegio corporativo.

## Video musical
Antes del lanzamiento de la canción, el video musical se estrenó el 25 de octubre con Yonezu y Daiki Tsuneta. Fue dirigida por Yoshiyuki Okuyama, quien también trabajó en el video musical de "Kanden" y en las fotos promocionales de Yonezu. En el video, Yonezu se dedica a entrenar en un gimnasio junto a Tsuneta. Después de un montaje de ejercicio vigoroso y Yonezu mostrado con grandes brazos musculosos, Yonezu sale corriendo de una cinta de correr hacia un campo y luego hacia una carretera, donde es atropellado por un camión, que lo lanza por el aire y hace parkour a través de contenedores de envío. y edificios de la ciudad. Un grupo de hombres vestidos con atuendos similares aparecen y corren junto a él a través de un sitio industrial y una cantera. El video termina con Yonezu en el gimnasio, caminando en una caminadora junto a Tsuneta, con una cámara de seguridad que revela que Tsuneta no está realmente allí.
La secuencia de apertura del anime Chainsaw Man rinde homenaje a varias películas, incluidas Reservoir Dogs, The Texas Chain Saw Massacre, Pulp Fiction, Sadako vs. Kayako, No Country for Old Men, Fight Club, Messiah of Evil, Once Upon a Time in Hollywood, Don't Look Up, Jacob's Ladder, Constantine y El gran Lebowski. Las otras referencias son el manga Goodbye, Eri y Fire Punch del mismo autor, la canción "Sōda! We're Alive" de Morning Musume y el anime Neon Genesis Evangelion. La secuencia fue dirigida y guionizada por Shingo Yamashita.

## Lista de canciones
Todas las canciones escritas y compuestas por Kenshi Yonezu. 
| Descarga digital / Streaming |                                                                                               |               |          |  |
| N.º                          | Título                                                                                        | Arrangement   | Duración |  |
| 1.                           | «Kick Back»                                                                                   | Kenshi Yonezu | 3:13     |  |
| 2.                           | «Hazuka Shikutte Shōganē» (恥ずかしくってしょうがねえ; tdl. "I Can't Help Being Embarrassed") | Yonezu        | 3:41     |  |
| 3.                           | «Kick Back» (anime edit)                                                                      | Yonezu        | 1:27     |  |

| Edicion limitada DVD |                                                  |          |  |
| N.º                  | Título                                           | Duración |  |
| 1.                   | «TV Anime Chainsaw Man Non-Credit Opening Movie» | 1:39     |  |
| 2.                   | «M87» (music video)                              | 4:46     |  |

## Posicionamiento en lista
| Lista (2022)                            | Mejor posición |
| --------------------------------------- | -------------- |
| Canadá (Canadian Hot 100)               | 100            |
| Global 200 (Billboard)                  | 13             |
| Hong Kong (Billboard)                   | 16             |
| Japón (Japan Hot 100)                   | 1              |
| Japan Hot Animation (Billboard Japan)   | 1              |
| Japan Combined Singles (Oricon)         | 1              |
| Singapore Regional (RIAS)               | 15             |
| South Korea (Billboard)                 | 17             |
| South Korea Download (Circle)           | 100            |
| Taiwan (Billboard)                      | 4              |
| US World Digital Song Sales (Billboard) | 3              |